# Parco del Serio Nord
Il parco del Serio Nord è un parco locale di interesse sovracomunale (Plis) che si sviluppa da Villa di Serio lungo il fiume Serio fino a Seriate, in provincia di Bergamo.

## Il parco
Il primo passo verso la costituzione del parco risale al 1983, quando venne introdotta una legge regionale (n. 86 /1983) la quale introdusse accanto ai parchi regionali i parchi locali di interesse sovracomunale (Plis). Tra questi venne incluso anche il parco del Serio Nord, che venne riconosciuto ufficialmente il 31 agosto 2006 (D.G.P. n.391).
La gestione del parco è affidata ad un consorzio che comprende i comuni coinvolti nel progetto: Seriate (paese in cui, presso il locale municipio, è posta la sede istituzionale), Villa di Serio, Pedrengo, Gorle e Scanzorosciate. L'obiettivo comune è perseguire la tutela e la valorizzazione della natura in un territorio sottoposto ad un'intensa cementificazione.

## Territorio

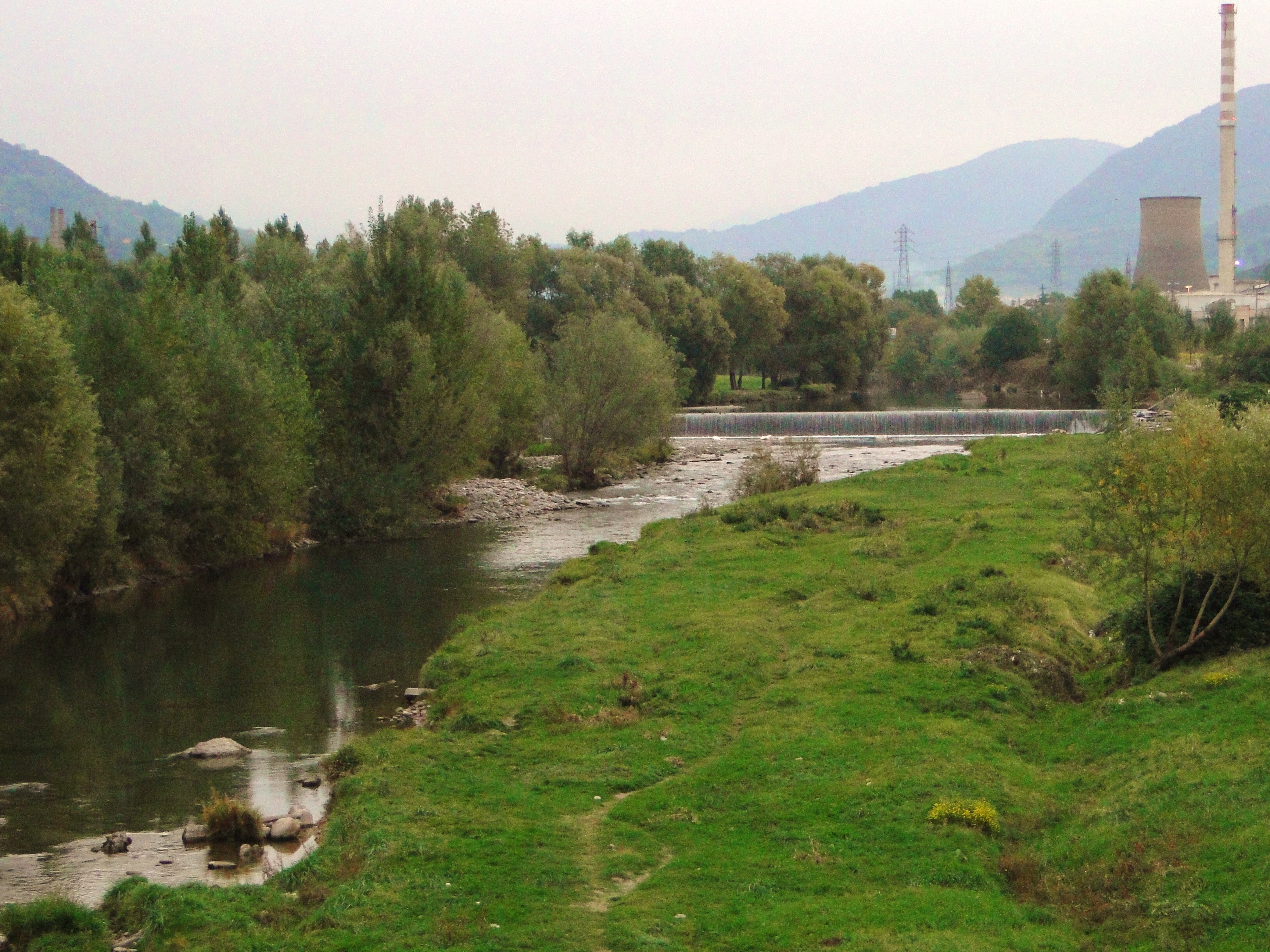
Il parco del Serio Nord presso Villa di Serio

Il parco del Serio Nord si sviluppa lungo il corso del fiume Serio dal comune di Villa di Serio fino a Seriate, attraversando i comuni di Scanzorosciate, Pedrengo e Gorle. Il tutto per una lunghezza lineare di 15 chilometri da nord a sud, con una superficie totale pari a 157,55 ettari (Gorle 43,36 ha, Pedrengo 24,18 ha, Scanzorosciate 8,29 ha, Seriate 20,17 ha e Villa di Serio 61,55 ha).
L'area del parco inizia nel punto in cui il fiume Serio esce definitivamente dalla valle Seriana, tra Villa di Serio ed Alzano, e si dirige in direzione sud verso la pianura, parallelamente ad un altro PLIS, denominato NaturalSerio, con il quale si prefigge l'obiettivo di dare continuità ad altre realtà naturalistiche quali il parco del Serio, il parco dei Colli di Bergamo ed il parco del monte Bastia e del Roccolo, quest'ultimo posto ad est sulle alture che sovrastano Villa di Serio e Scanzorosciate.
Il dislivello altimetrico è compreso tra i 230 metri s.l.m. di Seriate ai 440 metri s.l.m. della porzione collinare posta a nord, sul confine tra i comuni di Villa di Serio e Nembro. Numerosi sono i corsi d'acqua che compongono la rete fluviale secondaria, subordinata al corso del Serio: la Nesa, la Gavarnia, il Capla ed il Gardellone, ma anche le rogge Borgogna, Morlana, Ponte Perduto, Guidana, Vescovada, Pedrenga e Brusa.
Dal punto di vista geologico si tratta di una zona formata, a livello superficiale, da ciottoli, ghiaia e sabbia depositati dal fiume con, nella zona collinare, un substrato di rocce risalenti al periodo Cretacico chiamate Sass de la Luna, altamente erodibili, mentre nella zona del fondovalle da depositi fluviali risalenti alle glaciazioni dell'era quaternaria.
Il tutto in un'area che negli ultimi quarant'anni ha visto un altissimo indice di urbanizzazione che, oltre a snaturare il territorio facendogli perdere sia le iniziali connotazioni rurali che numerose aree naturali e le connesse biodiversità, ha portato un notevole inquinamento ambientale. Solo negli ultimi anni si è provato ad attuare un'inversione di tendenza, cercando di mantenere (o ripristinare) un corridoio ecologico in cui la flora e la fauna potessero nuovamente proliferare. Tra le numerose iniziative volte al perseguimento di tale scopo, vi è anche la creazione della nuova Ciclovia della Valle Seriana, che ha contribuito sia a riportare la popolazione a frequentare queste aree che a sensibilizzare l'opinione pubblica al rispetto delle aree verdi.

## Flora

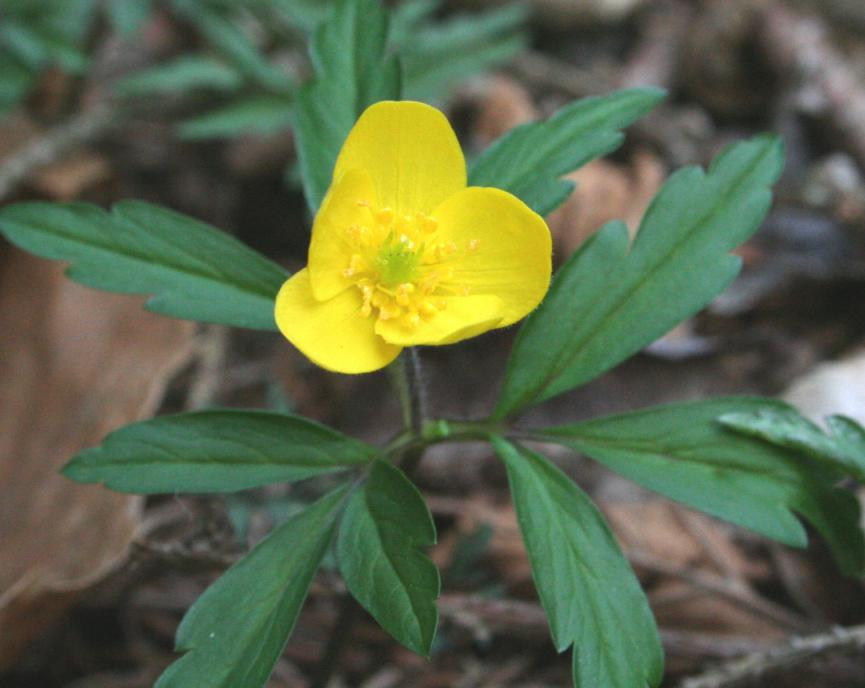
L’anemone giallo, tra i simboli del parco

Nel parco è presente una notevole varietà floristica, stimabile attorno alle 350 varietà, che va dalle specie tipiche degli ambienti collinari a quelle proprie delle aree fluviali: tra queste, come simbolo delle attrattive floristiche del parco, è stato scelto l'anemone giallo (Anemone ranuncoloides).
Tra i fiori sono inoltre presenti il salicone (Salix caprea), il sigillo di Salomone (Polygonatum multiflorum), il latte di gallina (Ornithogalum umbellatum), la barba di capra (Aruncus dioicus), il geranio dei boschi (Geranium nodosum), la lattuga dei boschi (Mycelis muralis), il paleo silvestre (Brachipodium sylvaticum), la pervinca (Vinca minor), la felce femmina (Athyrium filix-foemina) e la felce aquilina (Pteridium aquilinum), il camedrio scorodonia (Teucrium scorodonia), la spigarola (Melampyrum pratense), la cicerchia montana (Lathyrus montanus), la melica comune (Melica uniflora), il mirtillo nero (Vaccinium myrtillus) ma anche la spirea del Giappone (Spirea japonica), pianta esotica che si sta diffondendo rapidamente.
Tra gli alberi e gli arbusti troviamo la robinia, il frassino maggiore (Fraxinus excelsior) e minore (Fraxinus ornus), il biancospino (Crataegus monogyna), la sanguinella (Cornus sanguinea), la fusaggine (Euonymus europaeus), il bagolaro (Celtis australis), il pungitopo (Ruscus aculeatus), il ligustro (Ligustrum vulgare), l'ailanti (Ailanthus altissima), l'acero campestre (Acer campestre), l'olmo (Ulmus minor), il pioppo ed il salice.

## Fauna

### Avifauna

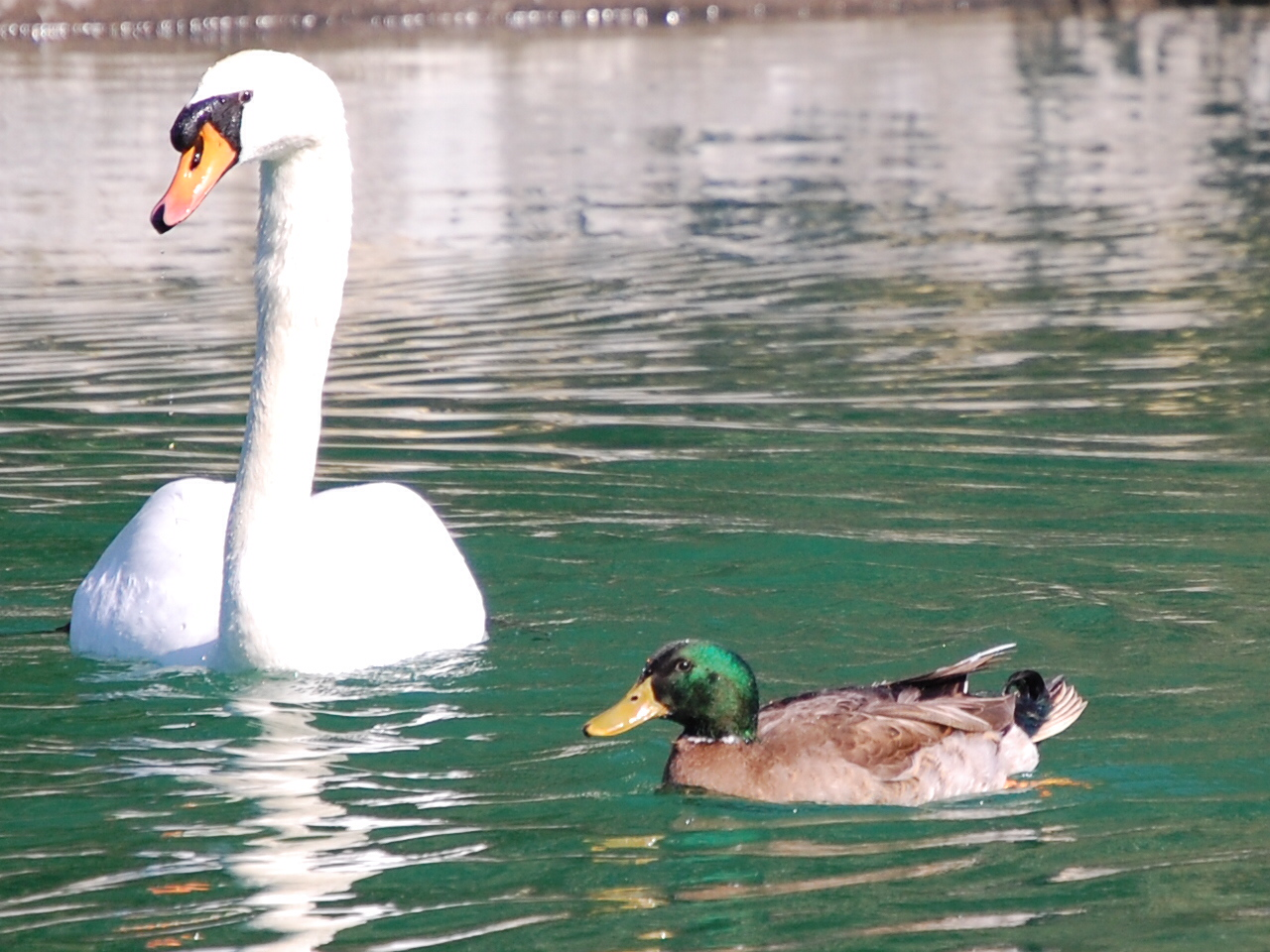
Il cigno e l’anatra, tra gli animali più diffusi

Lungo il corso del fiume elevata è la presenza di anatre ed aironi cenerini, ma anche di cigni, gabbiani e garzette (Egretta egretta). Tra le numerose specie presenti si possono inoltre trovare corvi (Corvus frugilegus), germani reali (Anas platyrhynchos), ghiandaie (Garrulus glandarius), rondoni (Apus apus), merli (Turdus merula), balestrucci (Delichon urbica), capinere (Sylvia atricapilla), cinciallegre (Parus major), fringuelli (Fringilla coelebs), verzellini (Serinus serinus), verdoni (Carduelis chloris), passere d’Italia (Passer italiae) e storni (Sturnus vulgaris). A questi si aggiungono la tortora dal collare orientale (Streptopelia decaocto), l'allodola (Alauda arvensis), il codirosso (Phoenicurus phoenicurus), l'usignolo (Luscinia megarhynchos), la cutrettola (Motacilla flava), la ballerina gialla e quella bianca (Motacilla cinerea e M. alba), la rondine montana (Ptyonoprogne rupestris), la civetta (Athene noctua), l'averla piccola (Lanius collurio), la sterpazzola (Sylvia communis), il cardellino (Carduelis carduelis), il martin pescatore (Alcedo atthis), il piro piro piccolo (Tringa hypoleucos) ed il merlo acquaiolo (Cinclus cinclus).
Nella zona collinare posta nel comune di Villa di Serio, vi sono anche il pettirosso (Erithacus rubecula), il fagiano (Phasianus colchicus), lo scricciolo (Troglodytes troglodytes), l'upupa, il picchio muratore (Sitta europaea), il colombaccio (Columba palumbu) ed il cuculo (Cuculus canorus).

### Anfibi e rettili
Gli anfibi ed i rettili presenti nell'area sono la vipera comune, la natrice dal collare barrata, il rospo smeraldino, la rana verde (Pelophylax esculentus), la lucertola muraiola (Podarcis muralis), il biscione nero, l'orbettino (Anguis fragilis) ed il ramarro (Lacerta bilineata).

### Mammiferi
Nella zona circostante il fiume il mammifero più diffuso è il coniglio. Tra gli altri si trovano anche il riccio europeo occidentale (Erinaceus europaeus), la volpe, il toporagno, la donnola e la talpa.
Nella zona collinare posta a nord del parco si trova un'area boschiva al cui interno vivono la martora, la faina (Martes foina), lo scoiattolo (Sciurus vulgaris), il ghiro (Glis glis), la lepre, il tasso (Meles meles) e la nottola (Nyctalus noctula).

### Ittiofauna

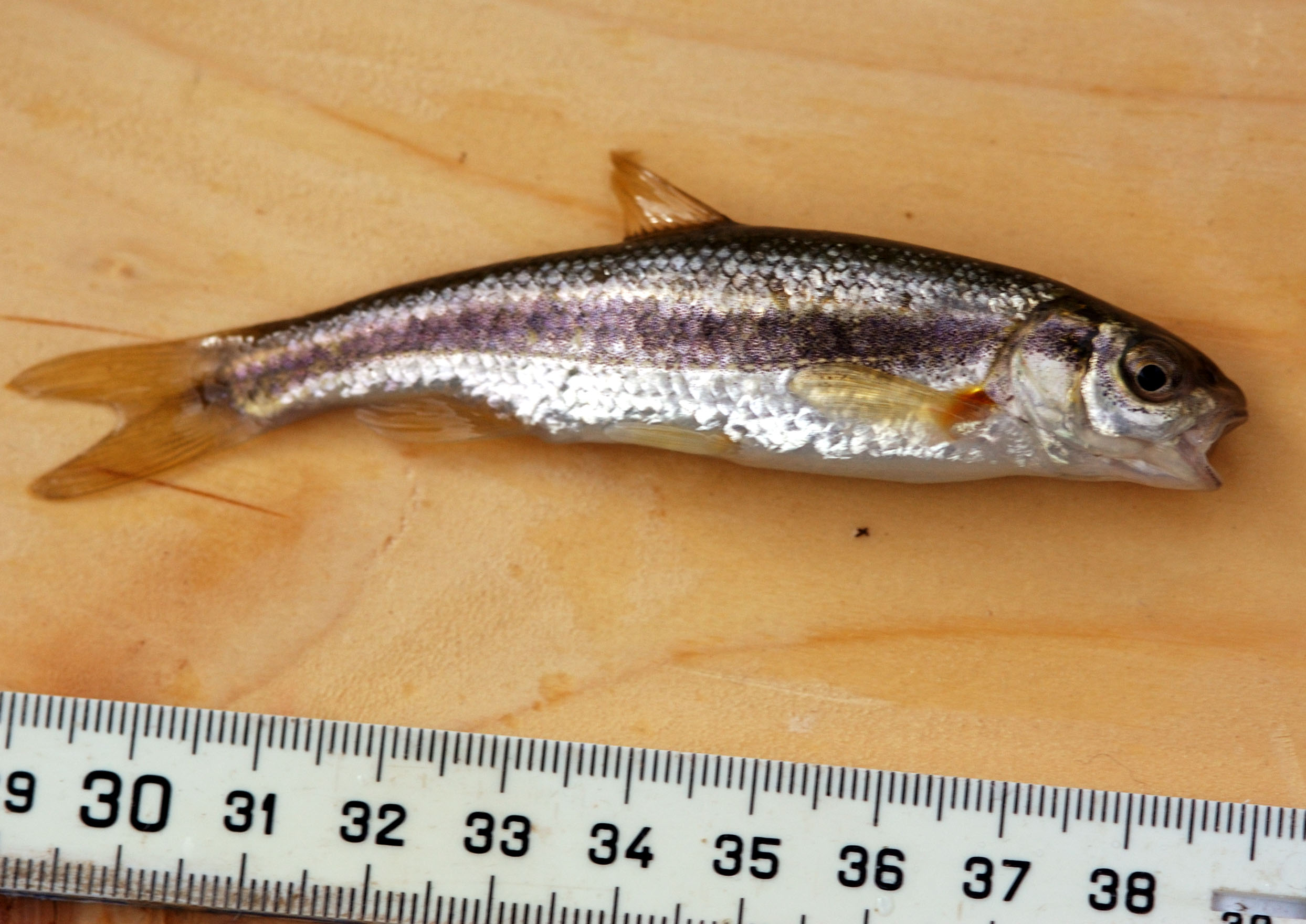
Il vairone

Il pesce più diffuso in questo tratto del fiume Serio, nonché nei suoi piccoli affluenti, è il vairone la cui presenza è pari al 43% di tutta la fauna ittica.  Si può inoltre trovare anche la sanguinerola (circa un terzo del totale), la trota fario ed il barbo.